# Tábornokház (Kőszeg)

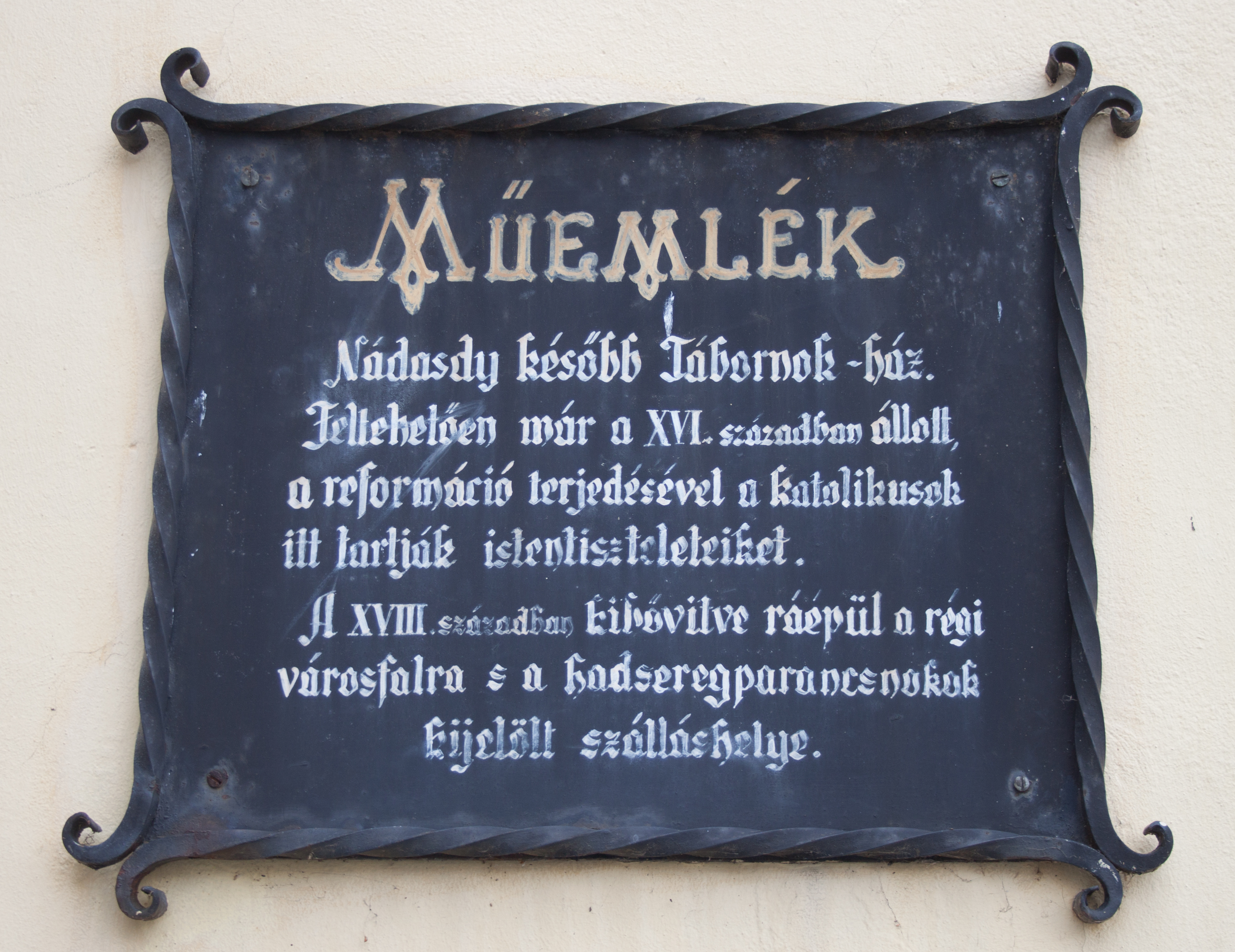
Emléktábla

A Tábornokház Kőszeg középkori belvárosa főterének, a Jurisics térnek egyik jellegzetes épülete. Itt van a Városi Múzeum központja az irodákkal, raktárakkal, adat-, könyv- és fotótárral, restaurátorműhellyel.

## Története
A házat 1617-ben emelték. Kőszeg városa 1719-ben ebben az épületben rendezte be az 1681-ben a városba telepített lovas helyőrség mindenkori generálisának kvártélyát; ekkortól nevezik az épületet Generalhausnak (Tábornokház).
Szorosan kapcsolódik hozzá az Árpád-kori déli kapu helyén 1932-ben épített Hősök tornya, ami ma a város jelképe.

## Állandó kiállításai
A Tábornokházban két állandó kiállítás található: az épület nagy részét elfoglaló Kőszegi kismesterségek és céhek, valamint a Hősök tornyában látható Kőszeg híres sportolói.
A Kőszegi kismesterségek és céhek régészeti leletekkel, 16. századi fegyverekkel és tárgyakkal, várostörténeti emlékekkel, a kőszegi kismesterségek és céhek tárgyaival büszkélkedik. Közép-Európában csak Prágában van ehhez hasonló céhes és kézműves kiállítás. Az eredeti tárgyakkal berendezett 14 műhelyben az:
- órás,
- fésűs,
- mézesbábos,
- gyertyaöntő,
- hentes és mészáros,
- cukrász,
- szíjgyártó,
- könyvkötő (a kőszegi Ruszke könyvkötő műhely felszerelését 1976 után vásárolta meg a Vas Megyei Múzeumok Igazgatósága),
- vasműves (lakatos, kovács, patkolókovács),
- borbély-fodrász,
- szövő,
- fényképész,
- bognár,
- asztalos

szakmákkal ismerkedhetünk meg. A céhek  emlékei közül mesterleveleket, céhszabályzatokat, céhjelvényeket és -ládákat, remekműveket és más tárgyi emlékeket tekinthetünk meg.